# Campionati europei individuali di ginnastica artistica 2005
I I Campionati europei individuali di ginnastica artistica si sono svolti a Debrecen, in Ungheria, dal 2 al 5 giugno 2005.
È stata la prima edizione dei Campionati europei di ginnastica artistica riservata alle competizioni individuali.

## Podi
| Evento                 | Oro                                          | Argento              | Bronzo                                    |
| Uomini                 |                                              |                      |                                           |
| Concorso individuale   | Rafael Martínez (ESP)                        | Răzvan Șelariu (ROU) | Denis Savenkov (BLR)                      |
| Corpo libero           | Marian Drăgulescu (ROU)                      | Răzvan Șelariu (ROU) | Robert Gal (HUN)                          |
| Cavallo con maniglie   | Krisztián Berki (HUN)                        | Marius Urzică (ROU)  | Nikolai Kryukov (RUS)                     |
| Anelli                 | Andrea Coppolino (ITA) Yuri van Gelder (NLD) | non assegnato        | Alexander Safoshkin (RUS)                 |
| Volteggio              | Evgeni Sapronenko (LVA)                      | Filip Yanev (BGR)    | Răzvan Șelariu (ROU) Jeffrey Wammes (NLD) |
| Parallele simmetriche  | Manuel Carballo (ESP)                        | Yann Cucherat (FRA)  | Mitja Petkovšek (SVN)                     |
| Sbarra orizzontale     | Fabian Hambüchen (DEU)                       | Igor Cassina (ITA)   | Valeriy Honcharov (UKR)                   |
| Donne                  |                                              |                      |                                           |
| Concorso individuale   | Marine Debauve (FRA)                         | Anna Pavlova (RUS)   | Yulia Lozhecko (RUS)                      |
| Volteggio              | Francesca Benolli (ITA)                      | Anna Pavlova (RUS)   | Aagje Vanwalleghem (BEL)                  |
| Parallele asimmetriche | Émilie Le Pennec (FRA)                       | Tania Gener (ESP)    | Dariya Zgoba (UKR)                        |
| Trave di equilibrio    | Cătălina Ponor (ROU)                         | Marine Debauve (FRA) | Anna Pavlova (RUS)                        |
| Corpo libero           | Isabelle Severino (FRA)                      | Suzanne Harmes (NLD) | Émilie Le Pennec (FRA)                    |

## Medagliere
| Posiz. | Nazione     | Oro | Argento | Bronzo | Totale |
| ------ | ----------- | --- | ------- | ------ | ------ |
| 1      | Francia     | 3   | 2       | 1      | 6      |
| 2      | Romania     | 2   | 3       | 1      | 6      |
| 3      | Spagna      | 2   | 1       | 0      | 3      |
|        | Italia      | 2   | 1       | 0      | 3      |
| 5      | Paesi Bassi | 1   | 1       | 1      | 3      |
| 6      | Ungheria    | 1   | 0       | 1      | 2      |
| 7      | Germania    | 1   | 0       | 0      | 1      |
|        | Lettonia    | 1   | 0       | 0      | 1      |
| 9      | Russia      | 0   | 2       | 4      | 6      |
| 10     | Bulgaria    | 0   | 1       | 0      | 1      |
| 11     | Ucraina     | 0   | 0       | 2      | 2      |
| 12     | Slovenia    | 0   | 0       | 1      | 1      |
|        | Belgio      | 0   | 0       | 1      | 1      |
|        | Bielorussia | 0   | 0       | 1      | 1      |
| Totale | Totale      | 13  | 11      | 13     | 37     |